# Sophiothrips spadix
Sophiothrips spadix är en insektsart som beskrevs av Ian A. Hood 1954. Sophiothrips spadix ingår i släktet Sophiothrips och familjen rörtripsar. Inga underarter finns listade i Catalogue of Life.